# Baccalauréat européen
Pour un article plus général, voir Baccalauréat (scolaire).
Le baccalauréat européen est attribué aux étudiants réussissant entièrement le cursus d'une école européenne, dont la plupart sont des enfants de personnes travaillant pour une institution européenne (il existe actuellement treize écoles européennes réparties dans six États membres).
Le baccalauréat européen ne peut être confondu avec le baccalauréat international, il s'agit d'un cursus et donc d'un diplôme complètement différent. 
Le baccalauréat européen est reconnu par tous les États membres de l'Union européenne. Les matières étudiées étant à la fois diversifiés et nombreuses, le baccalauréat européen peut être comparé au baccalauréat français ou à l'Abitur allemand.

## Le diplôme

### Généralités
Le baccalauréat européen est passé à la fin de la septième année du cycle secondaire et est délivré uniquement dans une des écoles européennes.
Les détails de l'examen sont donnés par l'annexe des statuts de l'école européenne et les modalités de l'examen sont disponibles dans les écoles.
Le baccalauréat européen est délivré par des personnes extérieures à l'école, ce sont les membres du bureau d'examen. Ce bureau d'examen compte jusqu'à trois représentants de chaque pays membre qui doivent respecter les conditions de leurs pays d'origine.
Le président est un universitaire d'un État membre, différent chaque année, assisté par un membre du bureau des inspecteurs des écoles.

### Enseignement
Le baccalauréat européen évalue les connaissances acquises par les élèves dans les matières des deux dernières années : six et sept dans une école européenne.
Le baccalauréat européen est noté en pourcentage et, contrairement à certains autres systèmes nationaux (exemple : A-level, comprend des matières obligatoirement différentes incluant une langue étrangère commencée en primaire — français, allemand ou anglais — et différente de la langue dans laquelle l'enfant est scolarisé), une science, mathématiques, philosophie, sport et histoire-géographie (ces deux dernières matières étudiées dans la première langue étrangère).

### Matière étudiée

#### Obligatoire
- Langue 1 (langue dans laquelle le cursus entier est suivi ou langue maternelle).
- Langue 2 (première langue vivante de l'élève : français, allemand, anglais, etc.).
- Mathématiques (trois ou cinq fois quarante-cinq minutes hebdomadaires).
- Sport.
- Religion ou morale et éducation civique.

#### Options obligatoires
Quatre périodes hebdomadaires par matière :
- Langue 3 (choix des langues de l'UE, et parfois d'autres ex. russe)
- Langue 4 (choix des langues de l'UE, et parfois d'autres ex. russe)
- Économie
- Physique
- Chimie
- Biologie, quatre périodes
- Latin
- Grec ancien
- Philosophie, quatre période
- Histoire
- Géographie
- Art

Obligatoires s'ils n'ont pas été choisis en options obligatoires :
- Histoire, deux périodes
- Géographie, deux périodes
- Philosophie, deux périodes
- Biologie (obligatoire sauf si une science expérimentale a été retenue dans les options obligatoires), deux périodes.

#### Option matière renforcée
- Mathématiques approfondies (possible uniquement si l'option mathématiques (5 périodes/semaine) a été choisie).
- Langue 1 approfondie.
- Langue 2 approfondie.

#### Option supplémentaire
- Sociologie
- Introduction aux sciences économiques (possible seulement si l'option Économie n'a pas été choisie comme option obligatoire)
- Langue 5 (dépendamment des écoles)
- Sciences politiques (dépendamment des écoles)
- Laboratoire de physique, chimie ou biologie
- Sport
- Théâtre (dépendamment des écoles)
- Danse (dépendamment des écoles)
- Art (possible seulement si l'option Art n'a pas été choisie comme option obligatoire)
- Musique

### Évaluation
Le total des points se décompose comme suit:
- 20 % du travail de septième année ;
- 30 % des examens en janvier ;
- Le reste, 50 % des examens oraux et écrits de la fin de septième année.

## Reconnaissance
Le diplôme délivré à l’issue des examens est reconnu dans tous les pays de l’Union européenne ainsi que dans un certain nombre d’autres pays. Depuis la  Convention portant statut des écoles européennes (Luxembourg, 1994), les lauréats du Baccalauréat européen disposent d’un droit à la reconnaissance
automatique de leur diplôme dans les 28 États membres de l’Union européenne, sans qu’il soit besoin d’accomplir d’autre formalité. 
Les pays européens comme les Pays bas ou la Grande Bretagne mettent bien en valeur ce baccalauréat à l'exception des Français qui, n'ayant pas d'école de catégorie I sur le territoire, restent peu informés. 

## Les écoles européennes
Les écoles européennes, financées entièrement par les membres de l'Union européenne sont les suivantes:
 Allemagne
- École européenne de Frankfort
- École européenne de Munich
- École européenne de Karlsruhe

 Belgique
- École européenne de Bruxelles I (Uccle + Berkendael)
- École européenne de Bruxelles II (Woluwé)
- École européenne de Bruxelles III (Ixelles)
- École européenne de Bruxelles IV (Laeken)
- École européenne de Mol

 Italie
- École européenne de Varese

 Espagne
- École européenne d'Alicante

 Luxembourg
- École européenne de Luxembourg I (Kirchberg)
- École européenne de Luxembourg II (Mamer)

 Pays-Bas
- École européenne de Bergen

## Ecoles Européennes accréditées
En principe, le diplôme est seulement délivré par des écoles européennes dites officielles, c'est-à-dire financées par l'Union Européenne. Certaines écoles nationales reçoivent le droit de préparer leurs élèves à cet examen, grâce à un agrément spécial. Toutefois, elles ne reçoivent pas de financement de l'Union européenne.
Les écoles suivantes ont reçu une accréditation:
- Parme ( Italie) ;
- Brindisi ( Italie) ;
- Manosque ( France) ;
- Bruxelles-Argenteuil ( Belgique), à ne pas confondre avec les écoles européennes officielles de Bruxelles I, II, III, et IV ;
- Copenhague ( Danemark) ;
- Talinn ( Estonie) ;
- Helsinki ( Finlande) ;
- Strasbourg ( France) ;
- Bad Vilbel ( Allemagne) ;
- Heraklion ( Grèce) ;
- Dunshaughlin ( Irlande) ;
- La Haye (Modèle:Pays-Bas) ;
- Culham ( Royaume-Uni) (à la suite de la fermeture de l’école européenne officielle de Culham en 2017).